# Puchar Świata w short tracku 2016/2017
Puchar Świata w short tracku 2016/2017 była to 20. edycja zawodów w tej dyscyplinie. Zawodnicy podczas tego sezonu wystąpili w sześciu zawodach tego cyklu rozgrywek. Rywalizacja rozpoczęła się w Calgary 4 listopada 2016 roku, a zakończyła się w Mińsku 12 lutego 2017 roku.

## Kalendarz Pucharu Świata

### Mężczyźni
| Lp.                                     | Miejscowość    | Data       | Konkurencja      | 1 miejsce                                                                                                  | 2 miejsce                                                                                                  | 3 miejsce |
| --------------------------------------- | -------------- | ---------- | ---------------- | --- | --- | --- |
| 1. PŚ                                   | Calgary        | 5.11.2016  | 500 m (1)        | Samuel Girard                                                                                              | Wu Dajing                                                                                                  | Wiktor Ahn |
| 1. PŚ                                   | Calgary        | 5.11.2016  | 1500 m           | Sjinkie Knegt                                                                                              | Władysław Bykanow                                                                                          | Siemion Jelistratow                                                                                              |
| 1. PŚ                                   | Calgary        | 6.11.2016  | 500 m (2)        | Shaolin Sándor Liu                                                                                         | Siemion Jelistratow                                                                                        | Sjinkie Knegt |
| 1. PŚ                                   | Calgary        | 6.11.2016  | 1000 m           | Charle Cournoyer                                                                                           | Shaoang Liu                                                                                                | Samuel Girard |
| 1. PŚ                                   | Calgary        | 6.11.2016  | 5000 m drużynowo | Węgry Csaba Burján · Viktor Knoch · Shaoang Liu · Shaolin Sándor Liu · Bence Olah                          | Holandia Dennis Visser · Itzhak de Laat · Daan Breeuwsma · Sjinkie Knegt · Dylan Hoogerwerf                | Korea Południowa Han Seung-soo · Lee Jung-su · Sin Da-woon · Lim Kyoung-won · Hong Kyung-hwan                    |
| 2. PŚ                                   | Salt Lake City | 12.11.2016 | 1000 m           | Lim Kyoung-won                                                                                             | Hwang Dae-heon                                                                                             | Thibaut Fauconnet                                                                                                |
| 2. PŚ                                   | Salt Lake City | 12.11.2016 | 1500 m (1)       | Samuel Girard                                                                                              | Shaolin Sándor Liu                                                                                         | John-Henry Krueger                                                                                               |
| 2. PŚ                                   | Salt Lake City | 13.11.2016 | 500 m            | Abzał Ażgalijew                                                                                            | Han Tianyu                                                                                                 | Charles Hamelin                                                                                                  |
| 2. PŚ                                   | Salt Lake City | 13.11.2016 | 1500 m (2)       | Sjinkie Knegt                                                                                              | Lee Jung-su                                                                                                | Siemion Jelistratow                                                                                              |
| 2. PŚ                                   | Salt Lake City | 13.11.2016 | 5000 m drużynowo | Chiny Wu Dajing · Ren Ziwei · Han Tianyu · Xu Hongzhi · Shi Jingnan                                        | Holandia Itzhak de Laat · Daan Breeuwsma · Sjinkie Knegt · Adwin Snellink                                  | Kazachstan Ajdar Bekżanow · Nurbergen Żumagazijew · Abzał Ażgalijew · Denis Nikisza                              |
| 3. PŚ                                   | Szanghaj       | 10.12.2016 | 500 m (1)        | Wu Dajing                                                                                                  | Shaoang Liu                                                                                                | Wiktor Ahn |
| 3. PŚ                                   | Szanghaj       | 10.12.2016 | 1500 m           | Lee Jung-su                                                                                                | Siemion Jelistratow                                                                                        | Sjinkie Knegt |
| 3. PŚ                                   | Szanghaj       | 11.12.2016 | 500 m (2)        | Wu Dajing                                                                                                  | Shaolin Sándor Liu                                                                                         | Sjinkie Knegt |
| 3. PŚ                                   | Szanghaj       | 11.12.2016 | 1000 m           | Shaoang Liu                                                                                                | Lim Kyoung-won                                                                                             | Han Seung-soo |
| 3. PŚ                                   | Szanghaj       | 11.12.2016 | 5000 m drużynowo | Chiny Wu Dajing · Xu Hongzhi · Han Tianyu · Ren Ziwei                                                      | Holandia Daan Breeuwsma · Sjinkie Knegt · Itzhak de Laat · Dennis Visser                                   | Korea Południowa Lee Jung-su · Sin Da-woon · Sin Da-woon · Seo Yi ra                                             |
| 4. PŚ                                   | Gangneung      | 17.12.2016 | 1000 m (1)       | Nurbergen Żumagazijew                                                                                      | Pascal Dion                                                                                                | Patrick Duffy |
| 4. PŚ                                   | Gangneung      | 17.12.2016 | 1500 m           | Lee Jung-su                                                                                                | Sjinkie Knegt                                                                                              | Siemion Jelistratow                                                                                              |
| 4. PŚ                                   | Gangneung      | 18.12.2016 | 500 m            | Wu Dajing                                                                                                  | Denis Nikisza                                                                                              | Han Seung-soo |
| 4. PŚ                                   | Gangneung      | 18.12.2016 | 1000 m (2)       | Charles Hamelin                                                                                            | Siemion Jelistratow                                                                                        | Charle Cournoyer                                                                                                 |
| 4. PŚ                                   | Gangneung      | 18.12.2016 | 5000 m drużynowo | Węgry Viktor Knoch · Csaba Burján · Shaolin Sándor Liu · Shaoang Liu                                       | Kanada Charles Hamelin · Charle Cournoyer · Samuel Girard · Pascal Dion                                    | Stany Zjednoczone J.R. Celski · John-Henry Krüger · Thomas Insuk Hong · Keith Carroll                            |
| 21. Mistrzostwa Europy 2017 – Turyn     |                |            |                  | | | |
| 5. PŚ                                   | Drezno         | 4.02.2017  | 1000 m           | Thibaut Fauconnet                                                                                          | Hwang Dae-heon                                                                                             | J.R. Celski |
| 5. PŚ                                   | Drezno         | 4.02.2017  | 1500 m (1)       | Charles Hamelin                                                                                            | Hong Kyung-hwan                                                                                            | Alexander Shulginov                                                                                              |
| 5. PŚ                                   | Drezno         | 5.02.2017  | 500 m            | Shaolin Sándor Liu                                                                                         | Hwang Dae-heon                                                                                             | Shaoang Liu |
| 5. PŚ                                   | Drezno         | 5.02.2017  | 1500 m (2)       | Sjinkie Knegt                                                                                              | Csaba Burján                                                                                               | Władysław Bykanow                                                                                                |
| 5. PŚ                                   | Drezno         | 5.02.2017  | 5000 m drużynowo | Rosja Władimir Grigorjew · Siemion Jelistratow · Aleksander Szułginow · Wiktor An                          | Holandia Dennis Visser · Itzhak de Laat · Sjinkie Knegt · Daan Breeuwsma · Mark Prinsen · Dylan Hoogerwerf | Korea Południowa Kim Joon-chun · Hong Kyung-hwan · Hwang Dae-heon · Lee Hyo-been · Lim Yong-jin · Kim Byeong-jun |
| 6. PŚ                                   | Mińsk          | 11.02.2017 | 1500 m           | Lee Hyo-been                                                                                               | Hong Kyung-hwan                                                                                            | Lim Yong-jin |
| 6. PŚ                                   | Mińsk          | 11.02.2017 | 1000 m (1)       | Hwang Dae-heon                                                                                             | Sjinkie Knegt                                                                                              | Nurbergen Żumagazijew                                                                                            |
| 6. PŚ                                   | Mińsk          | 12.02.2017 | 500 m            | Denis Nikisza                                                                                              | Abzał Ażgalijew                                                                                            | Francois Hamelin                                                                                                 |
| 6. PŚ                                   | Mińsk          | 12.02.2017 | 1000 m (2)       | Lim Yong-jin                                                                                               | Thibaut Fauconnet                                                                                          | Nurbergen Żumagazijew                                                                                            |
| 6. PŚ                                   | Mińsk          | 12.02.2017 | 5000 m drużynowo | Holandia Dennis Visser · Itzhak de Laat · Sjinkie Knegt · Daan Breeuwsma · Mark Prinsen · Dylan Hoogerwerf | Rosja Władimir Grigorjew · Aleksander Szułginow · Wiktor An · Dienis Ajrapietian                           | Kazachstan Denis Nikisza · Nurbergen Żumagazijew · Ajdar Bekżanow · Abzał Ażgalijew                              |
| 42. Mistrzostwa Świata 2017 – Rotterdam |                |            |                  | | | |

#### Klasyfikacje
| Lp.  | Zawodnik            | Punkty |
| ---- | ------------------- | ------ |
| 1.   | Wu Dajing           | 38001  |
| 2.   | Abzał Ażgalijew     | 34433  |
| 3.   | Shaolin Sándor Liu  | 33774  |
| 4.   | Denis Nikisza       | 23420  |
| 5.   | Samuel Girard       | 20632  |
| 6.   | Shaoang Liu         | 20174  |
| 7.   | Wiktor An           | 17921  |
| 8.   | Hwang Dae-heon      | 14374  |
| 9.   | Siemion Jelistratow | 13120  |
| 10.  | Sjinkie Knegt       | 12801  |
| ...  |                     |        |
| 26.  | Bartosz Konopko     | 4038   |
| 32.  | Rafał Anikiej       | 2640   |
| 66.  | Michał Domański     | 164    |
| 137. | Szymon Wilczyk      | 1      |

| Lp.  | Zawodnik              | Punkty |
| ---- | --------------------- | ------ |
| 1.   | Shaoang Liu           | 28669  |
| 2.   | Thibaut Fauconnet     | 27517  |
| 3.   | Nurbergen Żumagazijew | 27486  |
| 4.   | Hwang Dae-heon        | 26000  |
| 5.   | Lim Kyoung-won        | 22619  |
| 6.   | Charle Cournoyer      | 20588  |
| 7.   | Han Seung-soo         | 14797  |
| 8.   | J.R. Celski           | 13180  |
| 9.   | Siemion Jelistratow   | 11171  |
| 10.  | Władysław Bykanow     | 11078  |
| ...  |                       |        |
| 96.  | Adam Filipowicz       | 30     |
| 103. | Bartosz Konopko       | 25     |
| 124. | Karol Nieścier        | 11     |
| 126. | Szymon Wilczyk        | 11     |
| 127. | Rafał Anikej          | 11     |
| 141. | Michał Domański       | 6      |

| Lp.  | Zawodnik            | Punkty |
| ---- | ------------------- | ------ |
| 1.   | Sjinkie Knegt       | 44400  |
| 2.   | Lee Jung-su         | 35217  |
| 3.   | Siemion Jelistratow | 28059  |
| 4.   | John-Henry Krueger  | 24431  |
| 5.   | Władysław Bykanow   | 24311  |
| 6.   | Hong Kyung-hwan     | 20188  |
| 7.   | Shaolin Sándor Liu  | 18887  |
| 8.   | Sin Da-woon         | 16025  |
| 9.   | Csaba Burján        | 15813  |
| 10.  | Samuel Girard       | 15121  |
| ...  |                     |        |
| 72.  | Bartosz Konopko     | 115    |
| 93.  | Adam Filipowicz     | 25     |
| 129. | Bartosz Bielecki    | 5      |
| 141. | Karol Nieścier      | 1      |
| 156. | Rafał Anikej        | 1      |

| Lp. | Państwo           | Punkty |
| --- | ----------------- | ------ |
| 1.  | Holandia          | 34000  |
| 2.  | Chiny             | 30240  |
| 3.  | Węgry             | 30240  |
| 4.  | Rosja             | 26192  |
| 5.  | Korea Południowa  | 23296  |
| 6.  | Kanada            | 22336  |
| 7.  | Kazachstan        | 19354  |
| 8.  | Stany Zjednoczone | 12912  |
| 9.  | Francja           | 12452  |
| 10. | Japonia           | 7655   |
| ... |                   |        |
| 21. | Polska            | 550    |

|  |

### Kobiety
| Lp.                                     | Miejscowość    | Data       | Konkurencja      | 1 miejsce                                                                                             | 2 miejsce                                                                                            | 3 miejsce |
| --------------------------------------- | -------------- | ---------- | ---------------- | --- | --- | --- |
| 1. PŚ                                   | Calgary        | 5.11.2016  | 500 m (1)        | Fan Kexin                                                                                             | Marianne St-Gelais                                                                                   | Arianna Fontana                                                                                                   |
| 1. PŚ                                   | Calgary        | 5.11.2016  | 1500 m           | Shim Suk-hee                                                                                          | Choi Min-jeong                                                                                       | Suzanne Schulting                                                                                                 |
| 1. PŚ                                   | Calgary        | 6.11.2016  | 500 m (2)        | Elise Christie                                                                                        | Jamie MacDonald                                                                                      | Yara van Kerkhof                                                                                                  |
| 1. PŚ                                   | Calgary        | 6.11.2016  | 1000 m           | Choi Min-jeong                                                                                        | Shim Suk-hee                                                                                         | Suzanne Schulting                                                                                                 |
| 1. PŚ                                   | Calgary        | 6.11.2016  | 3000 m drużynowo | Korea Południowa Shim Suk-hee · Noh Do-hee · Kim Geon-hee · Choi Min-jeong · Kim Hae-bin · Kim Ji-yoo | Holandia Suzanne Schulting · Yara van Kerkhof · Rianne de Vries · Lara van Ruijven · Jorien ter Mors | Węgry Andrea Keszler · Zsófia Kónya · Sára Luca Bácskai · Petra Jászapáti                                         |
| 2. PŚ                                   | Salt Lake City | 12.11.2016 | 1000 m           | Kim Ji-yoo                                                                                            | Suzanne Schulting                                                                                    | Zsófia Kónya |
| 2. PŚ                                   | Salt Lake City | 12.11.2016 | 1500 m (1)       | Choi Min-jeong                                                                                        | Marianne St-Gelais                                                                                   | Marie-Ève Drolet                                                                                                  |
| 2. PŚ                                   | Salt Lake City | 13.11.2016 | 500 m            | Marianne St-Gelais                                                                                    | Choi Min-jeong                                                                                       | Fan Kexin |
| 2. PŚ                                   | Salt Lake City | 13.11.2016 | 1500 m (2)       | Shim Suk-hee                                                                                          | Kim Ji-yoo                                                                                           | Noh Do-hee |
| 2. PŚ                                   | Salt Lake City | 13.11.2016 | 3000 m drużynowo | Korea Południowa Shim Suk-hee · Choi Min-jeong · Kim Ji-yoo · Noh Do-hee · Kim Geon-hee · Kim Hae-bin | Holandia Suzanne Schulting · Jorien ter Mors · Rianne de Vries · Yara van Kerkhof · Lara van Ruijven | Kanada Kim Boutin · Kasandra Bradette · Marie-Ève Drolet · Marianne St-Gelais · Valérie Maltais · Jamie MacDonald |
| 3. PŚ                                   | Szanghaj       | 10.12.2016 | 500 m (1)        | Elise Christie                                                                                        | Choi Min-jeong                                                                                       | Marianne St-Gelais                                                                                                |
| 3. PŚ                                   | Szanghaj       | 10.12.2016 | 1500 m           | Shim Suk-hee                                                                                          | Kim Ji-yoo                                                                                           | Suzanne Schulting                                                                                                 |
| 3. PŚ                                   | Szanghaj       | 11.12.2016 | 500 m (2)        | Elise Christie                                                                                        | Arianna Fontana                                                                                      | Natalia Maliszewska                                                                                               |
| 3. PŚ                                   | Szanghaj       | 11.12.2016 | 1000 m           | Choi Min-jeong                                                                                        | Kim Ji-yoo                                                                                           | Marianne St-Gelais                                                                                                |
| 3. PŚ                                   | Szanghaj       | 11.12.2016 | 3000 m drużynowo | Korea Południowa Noh Do-hee · Shim Suk-hee · Choi Min-jeong · Kim Ji-yoo                              | Kanada Valérie Maltais · Marianne St-Gelais · Kasandra Bradette · Kim Boutin                         | Holandia Yara van Kerkhof · Lara van Ruijven · Rianne de Vries · Suzanne Schulting                                |
| 4. PŚ                                   | Gangneung      | 17.12.2016 | 1000 m (1)       | Elise Christie                                                                                        | Choi Min-jeong                                                                                       | Marie-Ève Drolet                                                                                                  |
| 4. PŚ                                   | Gangneung      | 17.12.2016 | 1500 m           | Shim Suk-hee                                                                                          | Marianne St-Gelais                                                                                   | Kim Boutin |
| 4. PŚ                                   | Gangneung      | 18.12.2016 | 500 m            | Choi Min-jeong                                                                                        | Fan Kexin                                                                                            | Natalia Maliszewska                                                                                               |
| 4. PŚ                                   | Gangneung      | 18.12.2016 | 1000 m (2)       | Elise Christie                                                                                        | Guo Yihan                                                                                            | Shim Suk-hee |
| 4. PŚ                                   | Gangneung      | 18.12.2016 | 3000 m drużynowo | Korea Południowa Noh Do-hee · Shim Suk-hee · Choi Min-jeong · Kim Ji-yoo                              | Holandia Yara van Kerkhof · Lara van Ruijven · Rianne de Vries · Suzanne Schulting                   | Kanada Valérie Maltais · Marianne St-Gelais · Kasandra Bradette · Kim Boutin                                      |
| 21. Mistrzostwa Europy 2017 – Turyn     |                |            |                  | | | |
| 5. PŚ                                   | Drezno         | 4.02.2017  | 1000 m           | Marianne St-Gelais                                                                                    | Suzanne Schulting                                                                                    | Valérie Maltais                                                                                                   |
| 5. PŚ                                   | Drezno         | 4.02.2017  | 1500 m (1)       | Kim Boutin                                                                                            | Rianne de Vries                                                                                      | Charlotte Gilmartin                                                                                               |
| 5. PŚ                                   | Drezno         | 5.02.2017  | 500 m            | Marianne St-Gelais                                                                                    | Kim Ye Jin                                                                                           | Jamie MacDonald                                                                                                   |
| 5. PŚ                                   | Drezno         | 5.02.2017  | 1500 m (2)       | Suzanne Schulting                                                                                     | Noh Ah-rum                                                                                           | Valérie Maltais                                                                                                   |
| 5. PŚ                                   | Drezno         | 5.02.2017  | 3000 m drużynowo | Holandia Suzanne Schulting · Yara van Kerkhof · Lara van Ruijven · Rianne de Vries                    | Włochy Lucia Peretti · Cecilia Maffei · Arianna Fontana · Cynthia Mascitto · Arianna Valcepina       | Kanada Marianne St-Gelais · Kasandra Bradette · Valérie Maltais · Kim Boutin · Marie-Ève Drolet                   |
| 6. PŚ                                   | Mińsk          | 11.02.2017 | 1000 m (1)       | Liu Yang                                                                                              | Shione Kaminaga                                                                                      | Cynthia Mascitto                                                                                                  |
| 6. PŚ                                   | Mińsk          | 11.02.2017 | 1500 m           | Noh Ah-rum                                                                                            | Jekaterina Jefremienkowa                                                                             | Lucia Peretti |
| 6. PŚ                                   | Mińsk          | 12.02.2017 | 500 m            | Kim Ye Jin                                                                                            | Arianna Fontana                                                                                      | Yara van Kerkhof                                                                                                  |
| 6. PŚ                                   | Mińsk          | 12.02.2017 | 1000 m (2)       | Han Yutong                                                                                            | Rianne de Vries                                                                                      | Charlotte Gilmartin                                                                                               |
| 6. PŚ                                   | Mińsk          | 12.02.2017 | 3000 m drużynowo | Rosja Jewgienija Zacharowa · Tatiana Borodulina · Sofija Proswirnowa · Jekatierina Konstantinowa      | Włochy Lucia Peretti · Arianna Valcepina · Cecilia Maffei · Arianna Fontana                          | Korea Południowa Lee Eun-byul · Kim Ye-jin · Lee So-youn · Noh Ah-rum                                             |
| 42. Mistrzostwa Świata 2017 – Rotterdam |                |            |                  | | | |

#### Klasyfikacje
| Lp. | Zawodniczka          | Punkty |
| --- | -------------------- | ------ |
| 1.  | Marianne St-Gelais   | 37021  |
| 2.  | Elise Christie       | 35264  |
| 3.  | Fan Kexin            | 33616  |
| 4.  | Arianna Fontana      | 33213  |
| 5.  | Choi Min-jeong       | 26000  |
| 6.  | Kasandra Bradette    | 21807  |
| 7.  | Yara van Kerkhof     | 20775  |
| 8.  | Jamie MacDonald      | 20241  |
| 9.  | Kim Ye-jin           | 18000  |
| 10. | Natalia Maliszewska  | 16575  |
| ... |                      |        |
| 26. | Magdalena Warakomska | 3173   |
| 57. | Patrycja Markiewicz  | 158    |
| 61. | Oliwia Gawlica       | 124    |
| 67. | Kamila Stormowska    | 63     |
| 93. | Monika Grządkowska   | 15     |

| Lp.  | Zawodniczka          | Punkty |
| ---- | -------------------- | ------ |
| 1.   | Suzanne Schulting    | 29198  |
| 2.   | Choi Min-jeong       | 28000  |
| 3.   | Elise Christie       | 21678  |
| 4.   | Kim Ji-yoo           | 19678  |
| 5.   | Valérie Maltais      | 19566  |
| 6.   | Marianne St-Gelais   | 17474  |
| 7.   | Guo Yihan            | 16192  |
| 8.   | Shim Suk-hee         | 15742  |
| 9.   | Han Yutong           | 14540  |
| 10.  | Rianne de Vries      | 13704  |
| ...  |                      |        |
| 51.  | Magdalena Warakomska | 1033   |
| 59.  | Natalia Maliszewska  | 514    |
| 85.  | Oliwia Gawlica       | 60     |
| 90.  | Monika Grządkowska   | 55     |
| 98.  | Patrycja Markiewicz  | 31     |
| 103. | Kamila Stormowska    | 18     |
| 105. | Nicole Mazur         | 14     |

| Lp. | Zawodniczka              | Punkty |
| --- | ------------------------ | ------ |
| 1.  | Shim Suk-hee             | 40000  |
| 2.  | Suzanne Schulting        | 25716  |
| 3.  | Kim Boutin               | 24747  |
| 4.  | Charlotte Gilmartin      | 22597  |
| 5.  | Jekaterina Jefremienkowa | 21688  |
| 6.  | Noh Ah-rum               | 20621  |
| 7.  | Choi Min-jeong           | 18000  |
| 8.  | Kim Ji-yoo               | 17858  |
| 9.  | Marianne St-Gelais       | 16000  |
| 10. | Han Yutong               | 15232  |
| ... |                          |        |
| 62. | Kamila Stormowska        | 119    |
| 73. | Monika Grządkowska       | 56     |
| 81. | Patrycja Markiewicz      | 36     |
| 84. | Nicole Mazur             | 34     |
| 89. | Oliwia Gawlica           | 21     |
| 97. | Magdalena Warakomska     | 12     |

| Lp. | Państwo           | Punkty |
| --- | ----------------- | ------ |
| 1.  | Korea Południowa  | 40000  |
| 2.  | Holandia          | 34000  |
| 3.  | Kanada            | 27200  |
| 4.  | Włochy            | 24192  |
| 5.  | Chiny             | 19456  |
| 6.  | Węgry             | 17869  |
| 7.  | Rosja             | 16633  |
| 8.  | Japonia           | 12591  |
| 9.  | Stany Zjednoczone | 10073  |
| 10. | Wielka Brytania   | 9337   |
| 11. | Polska            | 7926   |

|  |